# أرجنتينيون
الأرجنتينيين (باللغة الإسبانية:argentinos) هم مواطنين من الأرجنتين، أو أحفاد أرجنتينيين ممن ولدوا بالخارج. الأرجنتين هي مجتمع متعدد الأعراق، الأمر الذي يعني أنها موطن لكثير من الناس من خلفيات عرقية مختلفة. ونتيجة لذلك الأرجنتينيين لا يعتبرون جنسيتهم باعتبارها هوية عرقيّة أو إثنيّة ولكن بوصفها مواطنة من مختلف الأعراق. وبصرف النظر عن السكان الأصليين والمستيزو، جميع الأرجنتينيين تقريبًا أبناء أو أسلافهم هاجروا في غضون القرون الخمسة الماضية من أوروبا بشكل خاص. في الواقع، كانت الأرجنتين ثاني أكبر دولة في العالم التي تحتضن المهاجرين الأوروبيون حوالي «6.6 ملايين» بعد الولايات المتحدة الأمريكية التي احتضنت 27 ملايين، وهي قبل دول مثل كندا، والبرازيل، وأستراليا.
وفقًا لتعداد لعام 2010 قام به المعهد الوطني للأحصاء والتعداد في الأرجنتين، يبلغ عدد سكان الأرجنتين 40,091,359 نسمة، منهم 1,805,957 أو 4.6%، ولدوا في الخارج. قدر في عام 2008 معدل نمو السكان بأن يكون 0.917% سنويَا، مع معدل مواليد ب16.32 ولادة حية لكل 1,000 نسمة، ومعدل الوفيات ب7.54 حالة وفاة لكل 1,000 نسمة.
الأرجنتين تملك واحدة من أدنى معدلات النمو في أمريكا اللاتينية وذلك لفترة طويلة (في الآونة الأخيرة هي واحد في المئة سنويًا)، كما وتتمتع أيضًا بمعدل وفيات الرضع بشكل منخفض نسبيًا. اللافت للنظر، على الرغم من معدل ولادتها لا يزال ما يقرب من ضعفي (2.3 طفل لكل امرأة) في إسبانيا أو إيطاليا، على الرغم من أن أرقام التدين قابلة للمقارنة. كان العمر الوسطي ما يقرب من 30 عاماً. ومتوسط العمر المتوقع عند الولادة من 76 عامًا.

## مجموعات عرقية
الأرجنتين هي مجتمع متعدد الأعراق، الأمر الذي يعني أنها موطن لكثير من الناس من خلفيات عرقية مختلفة. ونتيجة لذلك، فإن الناس هناك عادة ما يتعاملون مع جنسيتهم بوصفها تعبير عن المواطنة، ولكن ليس بوصفها تعبير عن الهوية العرقيّة. الأرجنتينيين وصف يشير عادة إلى مواطني دولة الأرجنتين.
في منتصف القرن التاسع عشر بدأت موجة كبيرة من الهجرة في الوصول إلى الأرجنتين بسبب سياسات جديدة دستورية والتي شجعت للهجرة، وبسبب القضايا في البلدان التي جاء منها المهاجرون نتيجة الحروب والفقر والجوع والمجاعات والسعي لتحقيق حياة أفضل، وغيرها من الأسباب الأخرى. كانت مصادر الهجرة الرئيسية من أوروبا، بلدان الشرق الأوسط وروسيا واليابان. في نهاية المطاف أصبحت الأرجنتين ثاني أكبر دولة التي تلقت معظم المهاجرين الأوروبيين في العالم، بعد الولايات المتحدة.
لذلك، فإن معظم الأرجنتينيين هي من أصل أوروبي، ويتشكلون في مجموعتين من أحفاد المستوطنين في الحقبة الاستعمارية ومن المهاجرين من أوروبا ومن القرن 19 و20، غالبية هؤلاء المهاجرين كانوا من خلفية دينية كاثوليكية وحملوا معهم الثقافة الكاثوليكية وتقاليدها إلى الأرجنتين. وتشبعت الثقافة الأرجنتينية من الثقافة الأوروبية وتبنتها لتصبح الثقافة الرئيسية في البلاد ويظهر ذلك من خلال العادات والتقاليد والعمارة والدين وأسلوب الحياة. يشكل السكان ذوي الأصول الأوروبية اليوم حوالي 86% من السكان الأرجنتين.
المجموعات العرقية الأكثر شيوعًا وأكبرها هي الإيطالية والإسبانية (بما في ذلك نسل المهاجرين من منطقة غاليسيا والباسك). تشير التقديرات إلى أن 25 مليونًا من شعب الأرجنتين هم من أصل إيطالي.، وتصل نسبتهم إلى 60% من مجموع السكان. وهناك أيضًا جاليات الألمانية، وسلافية، وبريطانية وفرنسية. فضلًا عن جاليات أصغر عددًا وهي اليهودية، والشعوب الأصلية، والعربية، وشرق آسيا، والغجر، والأفريقية وكافة هذه المجتمعات تسهم في بوتقة الهوية الأرجنتينية. تشمل في العقود الأخيرة الهجرة أساسًا من باراغواي، وبوليفيا وبيرو، ومن دول أخرى من أمريكا اللاتينية، فضلًا عن مهاجرين من أوروبا الشرقية، والأفارقة والآسيويين.

### أرجنتينيون من أصول أوروبية
الأرجنتينيين من أصل أوروبي يشكلون غالبّية السكان في الأرجنتين. يعود أصول جزء منهم إلى المهاجرين الذين وصلوا البلاد خلال الحقبة الاستعمارية للمستعمرين من إسبانيا والبرتغال وذلك خلال الفترة الاستعمارية قبل عام 1810، أمّا المجموعة الثانية وهي الغالبة يعود أصولها أساسًا إلى المهاجرين من أوروبا ومن الشرق الأدنى (خاصًة من لبنان وسوريا) خلال موجة الهجرة الأوربية إلى الأرجنتين الكبيرة من منتصف القرن 19 إلى منتصف القرن 20. على الرغم من أن الفئة المسماة «الأرجنتينيين من أصل أوروبي» لا تستخدم رسميًا، في أية من بيانات التعداد الرسمي، الاّ أنّ بعض المصادر الدولية تشير إلى أن المكون الأوروبي من السكان يتراوح بين 82.9%، ليصل إلى 97% من سكان الأرجنتين.
المجموعات الأكثر عددًا في المجتمعات الأوروبية الحالية هي: الإيطالية، والإسبانية (بما في ذلك الباسك ومنطقة غاليسيا)، والألمانية والسلافية.

### أرجنتينيون من أصل عربي
العرب الأرجنتينيين يشكلون حوالي 2.9% من سكان الأرجنتين. ويمثلون حوالي 1.3 مليون شخص، وتعود أصولهم إلى موجات المهاجرين العرب خلال القرن التاسع عشر والقرن العشرين، وهم مرتبطون إلى حد كبير مع التراث الثقافي واللغوي أو الهوية العربي، يعود أصول الغالبية الساحقة من العرب الأرجنتينون أساسًا إلى ما هو الآن سوريا ولبنان والغالبية العظمى منهم مسيحيون. كثيرًا ما يطلق على العرب مصطلح ترك ويرجع ذلك إلى حقيقة أن العديد من الدول العربية كانت تحت سيطرة الدولة العثمانية في الوقت الذي بدأت فيه موجة الهجرة الكبيرة، ودخل معظم العرب الشوام إلى البلاد مع الهوية تركية وكان قد هرب الكثير من العرب الشوام خاصًة المسيحين منهم من سياسة التي اتبعتها العثمانيين. وقد جاء أيضًا جماعات عرقية من العرب من الأراضي التي كانت آنذاك تحت سيطرة الإمبراطورية النمساوية المجرية.

### الشعوب الأصلية في الأرجنتين
يتم تمثيل الثقافات المحلية المعاصرة في البلاد أساسًا من المابوتشي الذين يعيشون الآن جنوب الأرجنتين، فضلًا عن شعب الكولا، وفيتشي وشعب توبا. وفقًا لبيانات مؤقتة من المعهد الوطني للأحصاء والتعداد في الأرجنتين. من خلال عملية مسح احصائية للشعوب الأصلية فقد قدر عددهم في حوالى الأعوام 2004-2005 بـ 600,329 شخص من الشعوب الأصليين (حوالي 1.49% من مجموع السكان) يقيمون في الأرجنتين. المجموعة لأكثر عددًا من بين هذه المجتمعات هي المابوتشي، التي تعيش معظمهما في الجنوب، وشعب الكولا وفيتشي ويقطن هؤلاء بشكل خاص في الشمال الغربي، والشعوب توبا، الذي يعيش معظمه في شمال شرق البلاد. بعض المستيزو من السكان قد حددوا هويتهم مع الشعوب الأصلية.
المجموعة الثانية من المواطنون من الشعوب الأصليين وصلوا البلاد مع المجموعات المهاجرة من الدول المجاورة، مثل بوليفيا، وباراغواي، وبيرو وإكوادور.

### مستيزو الأرجنتين
ليس هناك تعداد دقيق «لـمستيزو الأرجنتين» . توفر بعض المصادر تقديرات حولهم، المستيزو في الأرجنتين يشكلون نسبة ضئيلة من السكان، مع حوالي 1.5%، وان كانت هناك تقديرًا تضع نسبهم بشكل أعلى وذلك بنحو 6.5%. ومع ذلك، فإن معظم الأرجنتينيين من أصول مختلطة يعتبرون أنفسهم إما أرجنتينيين أصليين أو من الأرجنتينيين الأوروبيين، وذلك خلاًفا لدول أخرى مثل المكسيك حيث «المستيزون» هي عرقيّة رئيسية في الهوية الوطنية.

### أرجنتينيون من أصول آسيوية
يتم تعريف الأرجنتينيين من أصول آسيوية إما من ولدوا في الأرجنتين وتعود أسلافهم إلى دول الشرق الأقصى، أو ولدوا في مناطق مختلفة من آسيا وفي وقت لاحق أصبحوا مواطنين أو مقيمين في الأرجنتين. استقر الآسيويين الأرجنتينيين في الأرجنتين بأعداد كبيرة خلال عدة موجات الهجرة في القرن 20. ويعيشون في المقام الأول في أحياء خاصة بهم في بوينس آيرس، وكثيرون يملكون حاليًا مشاريعهم الخاصة بمساحات مختلفة - من منسوجات إلى محلات البقالة، ومطاعم على طراز البوفيه. السكان الآسيويين الأرجنتينيين يشكلون مجموعة صغيرة أبقيت عمومًا بعيدة عن الانظار، ويتم قبولها من قبل المجتمع الأرجنتيني.
كان أول الأرجنتينيين من أصل آسيوي مجموعة صغيرة من المهاجرين اليابانيين، ومعظمهم من محافظة أوكيناوا، التي جاءت في الفترة ما بين أوائل ومنتصف القرن العشرين. في الستينيات، بدأ الكوريين في الوصول، وفي الثمانينيات، المهاجرون التايوانيون. جلبت سنوات التسعينيات أكبر موجه مهاجرة إلى الأرجنتين من أصول الآسيوية وهم بشكل خاص من الصينيين وأصبحت في نهاية المطاف رابع أكبر جالية أجنبية في عام 2013، بعد باراغواي، وبوليفيا، وبيرو.

## اللغة

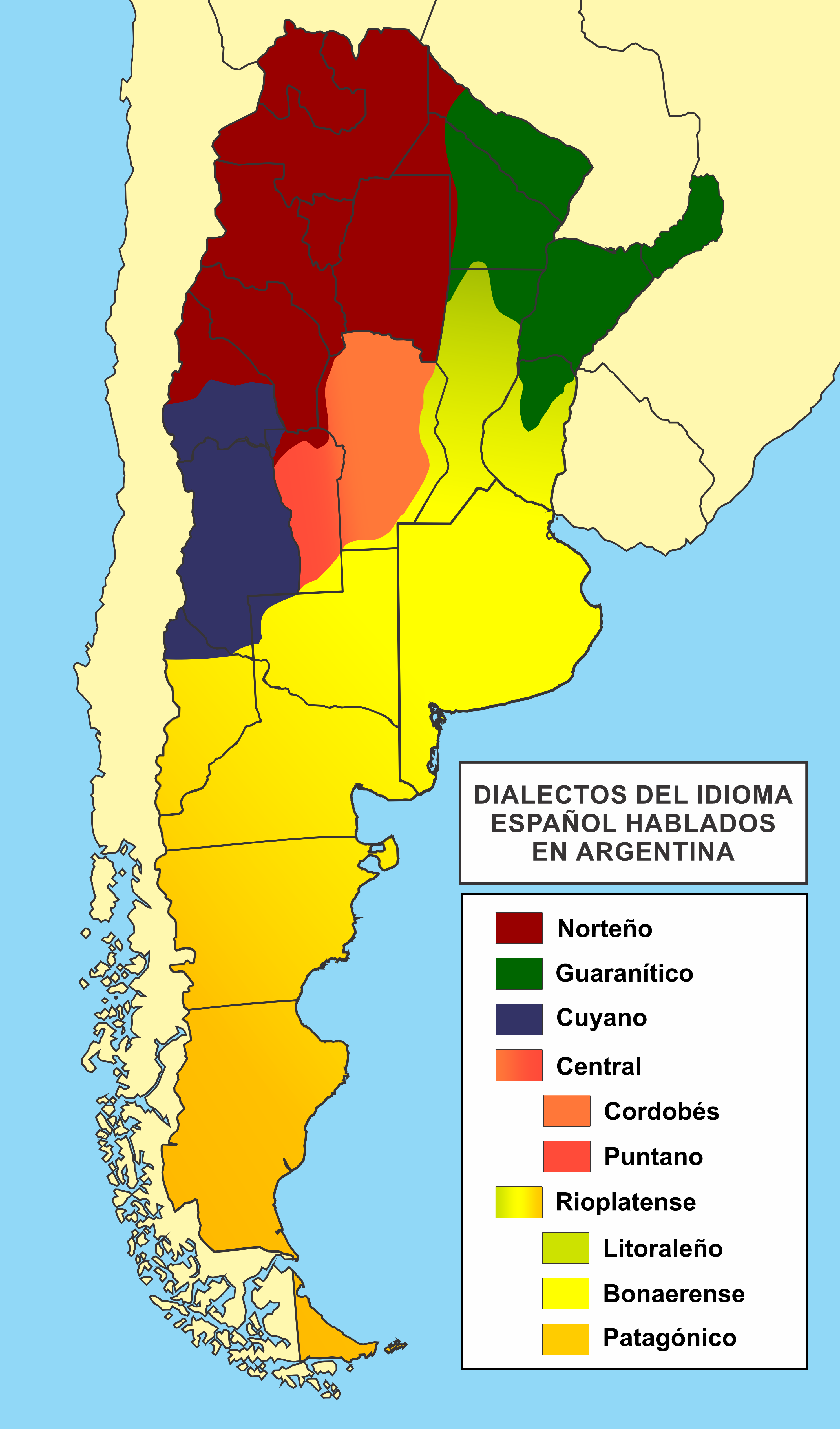
توزيع اللهجات الإسبانية في الأرجنتين

على الرغم من أن اللغة الأسبانية لغة وطنية يتحدث بها تقريبًا جميع الأرجنتينيين، إلا أنّ هناك لغات التي يتحدث بها عدد لا يقل عن 40. اللغات التي يتحدث بها ما لا يقل عن 100,000 من الأرجنتينيين تشمل اللغات الأمريكية الأصلية مثل كيشوا الجنوبية، غواراني، واللغات المهاجرة مثل الألمانية والإيطالية، أو العربية الشامية .
لغتين أصليتين تعرضت للانقراض وهي أبيوبون وتشاين، في حين أن البعض الآخر معرض لخطر الانقراض، وهي لغات يتحدث بها كبار السن في حين أن الأحفاد وصغار السن لا يتقنون التحدث بها تشمل هذه اللغات فيللا، بوليشي، تيهولشي وسولكنم.
الويلزية لغة يتحدث بها أيضًا أكثر من 35,000 شخص في مقاطعة تشوبوت. وهذا يشمل لهجة باتاغونيا الويلزية، التي ظهرت منذ بداية الهجرة الويلزية في الأرجنتين في عام 1865.
هناك أيضا مجتمعات أخرى من المهاجرين الذين يتكلمون لغاتهم الأصلية، مثل لغة صينية التي يتحدث بها ما لا يقل من 60,000 من المهاجرين الصينيين (ومعظمهم في بوينس آيرس) والناطقة الأوكيتانية- المجتمع في بيجو، مقاطعة بوينس ايرس.

## الدين

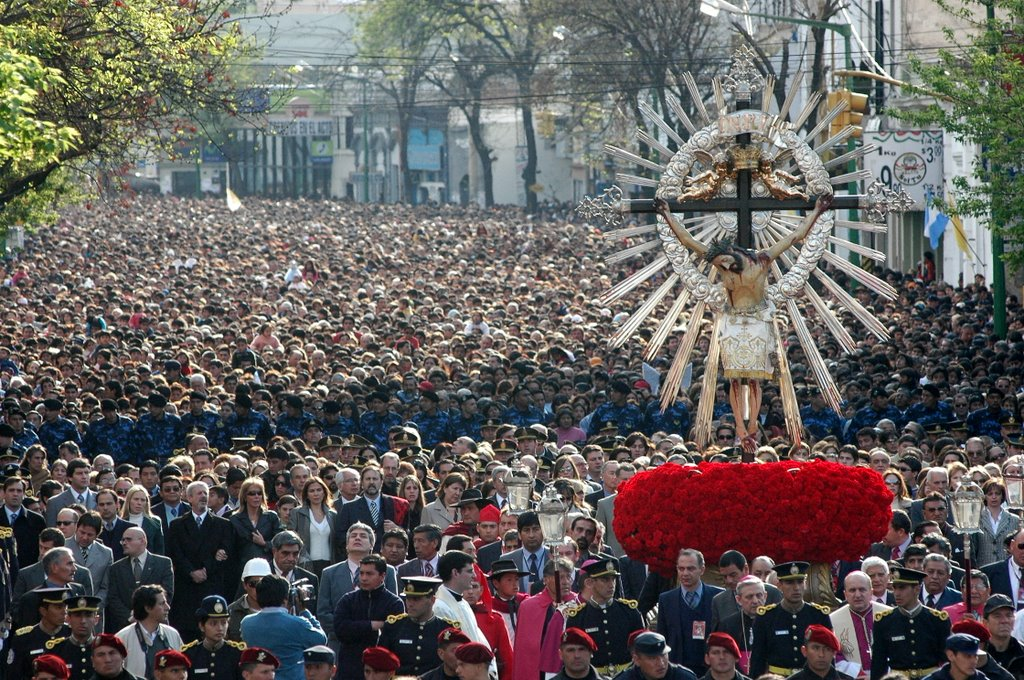
موكب ديني كاثوليكي أرجنتيني في مدينة سالتا.

الأرجنتين دولة مسيحية وكاثوليكية حيث أنّ الغالبية العظمى من سكان الأرجنتين هم مسيحيون. يتشرب المجتمع والثقافة والسياسة في الأرجنتين بعمق من تأثير الكنيسة الرومانية الكاثوليكية. وتحظى الكنيسة بموقع في الهوية الوطنية الأرجنتينية، والذي يمتد عبر الطيف الأيديولوجي، وتحظى الكنيسة بمستوى كبير من الاحترام من قبل الأرجنتينيين على جوانب مختلفة من سياسيَّة واجتماعية.
وفقًا لمسح CONICET على المذاهب وجد أنّ حوالي 76.5% من الأرجنتينيين هم من الرومان الكاثوليك، 11.3% غير مبال دينيا، 9% بروتستانت (7.9% من الطوائف خمسينية)، و1.2% شهود يهوه ، و0.9% المورمون. وفقًا لدراسة أجريت قامت بها مركز بيو للأبحاث عام 2014 حول الديانة في أمريكا اللاتينية عام 2014، وجدت أنّ 71% من الأرجنتينيين يعتبرون أنفسهم كاثوليك. في حين وجدت احصائيات كتاب حقائق العالم أن 92% من السكان هم من الكاثوليك ومنهم فقط 20% يعتبرون أنفسهم ممارسين للكاثوليكية أو متدينين.
على الرغم من أن اليهود يشكلون أقل من 1% من سكان الأرجنتين، ولدى بوينس آيرس لديها ثاني أكبر عدد من اليهود في الأمريكتين، والثانية بعد مدينة نيويورك. معظم يهود الأرجنتين من الأشكناز، بعضهم من أصول أوروبية غربية فرنسية أو ألمانية وبعضهم من أصول أوروبية شرقية خصوصاً بولندية وروسية، والبعض الآخر من المتحدرين من الناجين من المحرقة من اليهود الأشكناز، وهناك أقلية من اليهود السفارديم والمزراحيم ذوي الأصول الشامية. الأرجنتين لديها أيضا أكبر جالية أقلية مسلمة في أمريكا الجنوبية، يعود أصول معظم مسلمي الأرجنتين إلى بلاد الشام، وإلى المهاجرين السوريين واللبنانيين خلال القرن التاسع عشر والقرن العشرين.

## الهجرات
معدل هجرة الأرجنتينين إلى أوروبا (وخاصًة إلى إسبانيا وإيطاليا)، وإلى درجة أقل، لأمريكا الجنوبية (معظمها إلى أوروغواي والبرازيل) بلغت ذروتها في أواخر السبعينيات وأوائل الثمانينيات.
معظم الأرجنتينيين المهاجرين خارج الأرجنتين هم أبناء الطبقتين الوسطى والعليا. وجهات الهجرة الأكثر شعبية في أميركا هي: الولايات المتحدة، وشيلي، وباراغواي، والبرازيل، وأوروغواي، وبوليفيا وكندا، ولكن هناك أيضًا مجتمعات أخرى متمركزة في فنزويلا، والمكسيك، وبيرو، وكولومبيا، وإكوادور وكوستاريكا. في أوروبا وإسبانيا وإيطاليا لديها جاليات كبيرة ولكن هناك أيضًا تواجد مميز في فرنسا والمملكة المتحدة وألمانيا. هناك أيضًا مجتمعات كبيرة في إسرائيل (هاجرها يهود الأرجنتين) وأستراليا. وفقًا للتقديرات الرسمية هناك 600,000 مهاجر أرجنتيني ووفقًا لتقديرات المنظمة الدولية للهجرة هناك 806,369 مهاجر منذ عام 2001. ويقدر أن مع ذريتهم سيكون العدد حوالي 1,900,000.
حدثت الموجة الأولى من الهجرة خلال فترة الديكتاتورية العسكرية بين عامي 1976 و1983، إلى المدن الهامة في إسبانيا، الولايات المتحدة الأمريكية والمكسيك وفنزويلا. خلال التسعينيات، تم إلغاء تأشيرات الدخول بين الأرجنتين والولايات المتحدة، وبالتالي هاجر الآلاف من الأرجنتينيين إلى هذه الدولة الواقعة في أمريكا الشمالية. حدثت موجة كبيرة من هجرة في الماضي مثلًا خلال أزمة عام 2001، بحيث كانت الوجهة الرئيسية إلى أوروبا، خصوصًا إسبانيا، وإن كان هناك أيضَا زيادة في الهجرة إلى البلدان المجاورة، خاصة البرازيل وشيلي وباراغواي.

## مواقع خارجية
- حول سكان الأرجنتين at www.Argentina.gov.ar (بالإنجليزية)